# Faculdade de Indústria de Aviação Civil
Faculdade de Indústria de Aviação Civil (CATC) é uma faculdade em Teerã, Irã, especializada em aviação civil . Fundada na década de 1960, é a faculdade de aviação mais credenciada do Irã, que também aceita alunos da UEE. A maioria dos graduados desta escola está entre as pessoas-chave da elite da aviação e da indústria de petróleo e gás em todo o mundo. O CATC está localizado na Meraj Street, no histórico Aeroporto de Mehrabad.

## Cursos
O CATC possui os seguintes departamentos:
- Manutenção de aeronaves[2]
- Eletrônica e Telecomunicações[3]
- Controle de tráfego aéreo[4]